# دره جهلم
دره جهلم (به انگلیسی: Jhelum Valley) یک دره و منطقهٔ مسکونی در پاکستان است که در ناحیه دره جهلم واقع شده‌است.